# 扎米里
50°42′0″N 28°55′18″E / 50.70000°N 28.92167°E
扎米里（烏克蘭語：Заміри）是烏克蘭北部的村莊，隸屬日托米爾州的日托米爾區。該村面積0.44平方公里，海拔高度185米，2001年人口67，人口密度每平方公里150.9人。